# 東方文化事業
東方文化事業（とうほうぶんかじぎょう）は、日中戦争以前の日本（大日本帝国）と中国（中華民国）の共同運営で進められた、一連の文化事業の総称。日本側の呼称は対支文化事業。日中戦争の影響で事業は解体されたが、その残滓は戦後の両国に引き継がれた。

## 概要
1923年、義和団事件の賠償金を事業基金として用い、外務省管轄の文化事業として始まる。その目的としては、当時の中国における反日感情の緩和を目指すためだった（→#背景）。1925年からは日中両国の共同事業となった。しかし、日中戦争前夜の日中関係の悪化を受けて、1928年に中国側が運営から脱退。以降は日本単独の事業となり、最終的に事業は解体された（→#沿革、#年表）。
事業内容としては、いくつかの学術研究機関（北京人文科学研究所・上海自然科学研究所・東方文化学院など）の設立運営を始めとして、日中間の交換留学の促進、日系諸団体による中国での社会活動への資金援助などがある（→#主要な事業）。

## 背景

### 「団匪賠償金」問題
義和団事件で列強に敗北した清朝は、北京議定書（辛丑和約）で多額の賠償金を支払うことをよぎなくされ（欧米での呼称はBoxer Condemn、日本では「団匪賠償金」、中国では「庚子賠款」）、この支払いは辛亥革命後も中華民国政府（北京政府）によって続けられていた。第一次世界大戦勃発後、中国政府は支払い延期を列強に要請して認められ、1922年にはこの期限が切れることになっていたが、中国側はさらに支払い自体の打ち切りを要望するようになった。

### 反日感情の緩和
折しも当時、1920年代の中国においては、五四運動・国民革命を背景に、反帝国主義的な民族意識が高まっており、日本企業を含む外資企業での労働争議やボイコット、不平等条約の改正を求める運動などが激化していた。これを受けた列強は、それまでの露骨な利権獲得的な姿勢を改め、義和団事件賠償金の未払い分を免除して、賠償金を中国での文化事業に充当して対外感情を緩和しようとした。こうした動きは、アメリカが1908年にいち早く免除して、賠償金を基金に中国人留学生招聘、および準備教育のための清華学堂設立（1911年）などの事業を進めた先例に倣ったものである。日本政府はやや欧米各国に後れをとったものの、中国国内でアメリカの影響力が拡大している事態を重視し、中国からの賠償金10,000,000ポンドのうち約7,700,000ポンドを日中共同の文化事業に充てることとした。

## 沿革

### 総委員会の発足
1923年（大正12年）3月、日本政府は義和団事件の賠償金、および山東半島利権返還の補償金を基金に「対支文化事業特別会計」を設け、日中両国における学術研究機関・図書館の設立、諸団体による社会活動への援助、留学生招聘などの文化交流を計画した。これに基づき同年5月には外務省内に「対支文化事務局」（のち文化事業部と改称）が設置され、まず東亜同文会の中国における中国人教育施設に援助が与えられた。そして中国政府（北京政府）との合意に基づき1925年7月には両国の学識経験者による「東方文化事業総委員会」が発足した。事業名称が変更されたのは、中国側が「対支」に含まれる「支那」の語や日本中心的な表現を忌避したためであり、この際「東方」文化事業という新たな名称を発案したのは日本側委員の一人であった狩野直喜であると言われる（なお「東方」は、中国において、日本語での「東洋」とほぼ同じニュアンスで使用される語である）。

### 中国側委員の退席
この事業に対しては、当初からこれを「文化侵略」とし賠償金の全額返還を求める中国側世論の反発が強く、「東方文化事業総委員会章程」は1926年7月になってようやく決定された。この「章程」に基づき、同年12月には「上海自然科学研究所」（正式な開所は1931年）、翌1927年10月「北京人文科学研究所」「（北京）東方文化図書館」の設立がそれぞれ決定された（このうち東方文化図書館については結局実現には至らなかった）が、日本側委員による独善的運営が目立ち中国側は強く反発したとされる。さらに、1928年日本の山東出兵を発端に済南事件が起こると、中国世論からの風当たりはますます厳しくなり、5月には中国側委員は全員が抗議の辞職を行った。また事業において一方のパートナーだった北京政府が北伐進展により瓦解し、日本は改めて南京の国民政府を交渉相手としなければならなくなった。これらの結果、日中共同での事業継続は困難になり、特に中国側スタッフに多くを依存していた北京人文研の活動は停滞することになった。

### 東方文化学院の設置
こののち、北京・上海の研究所とは別に、日本人研究者のみからなる中国研究の機関を日本国内に設立すべきであるという主張が日本側から起こった。外務省の岡部長景文化事業部長は、日本側委員であった服部宇之吉・狩野直喜に打診し（この2人は義和団の乱当時、留学生として北京の日本公使館に籠城した経験をもつ）、その結果、東京・京都の両研究所よりなる「東方文化学院」の設立が決定し1929年4月に正式に発足した。この後しばらく東方文化事業の予算は東方文化学院に優先的に回されることになり、北京人文科学研究所の事業は一層停滞し、準備中であった上海自然科学研究所の設立はさらに遅れることになった。学院の2つの研究所は、もともと東京帝大・京都帝大それぞれの学者によって運営されており独立性が高かったが、日本政府が要求する時局的研究（中国の現状分析的研究）の受け入れの可否をめぐって完全に齟齬をきたし、1938年には分離して全くの別組織となってしまった。

### 日本の単独事業へ
1928年以降日中両国の共同事業としての東方文化事業は事実上挫折し、日本側単独の事業に移行したが、中国現地における事業がこれにより完全に頓挫したわけではなかった。外務省文化事業部は、北京と上海に比較的小規模な図書館を設立する準備を進め、1936年12月に「北京近代科学図書館」、翌1937年3月に「（在上海）日本近代科学図書館」を開館し、日本の自然科学や産業を中心とする図書を蒐集し広く市民の閲覧に供した。しかし中国政府はこれらを日中共同の機関とは認めず積極的に事業に協力しようとはしなかった。日本側関係者の中には、例えば上海自然科学研究所所長として中国人スタッフを多数採用し、日中共同での研究活動をあくまで維持しようとした新城新蔵のように、個人レベルで善意的な態度を示した人も少なくはなかったが、総体的には中国側から「文化帝国主義」とみなされ、結果として対日感情の緩和という日本側の当初の事業目的は達成されなかった。日中戦争が始まった翌年の1938年、東方文化事業は外務省から興亜院の管掌に移されて予算は大幅に削減、以後諸施設は国策遂行の機関としての役割を押しつけられるようになった。日米開戦後の1942年には外務省文化事業部も不要不急として廃止となった。

### 終焉
敗戦後、中国に残されていた機関・施設・図書などはすべて中華民国政府に接収され、その後多くは中華人民共和国政府に移管されたようである。日本国内では、この事業のほとんど唯一の遺産として残った旧・東方文化学院の両研究所は、東京大学・京都大学にそれぞれ吸収あるいは統合された。

## 年表

### 初期（1922 - 25）
- 1922年3月30日：「対支文化事業特別会計法」が制定・公布。
- 1923年5月：勅令第209号「（外務省）対支文化事務局官制」公布。

局長に出淵勝次（亜細亜局長）、事務官に岡部長景など。
- 1923年12月20日：勅令527号により「対支文化事業調査会」設置。

会長に幣原喜重郎（外務大臣）、委員には松平恒雄（外務次官）・服部宇之吉（東京帝大教授）・入沢達吉（同）・狩野直喜（京都帝大教授）・大河内正敏（貴族院議員・理化学研究所所長）など学界・政界・財界の広範な人物が含まれていた。
- 1923年12月29日 - 1924年1月8日：出淵局長と汪栄宝駐日公使の非公式協議。日中共同の文化事業として実施することに合意（汪・出淵協定）。
- 1924年末：外務省対支文化事務局を「文化事業部」と改称。
- 1925年5月4日：芳沢謙吉駐華公使と沈瑞麟外交部総長の交換公文により事業の実施機関として「東方文化事業総委員会」を北京に設置することが決定。

### 日中共同運営期（1925 - 29）
- 1925年7月：日中で各委員が選出され東方文化事業総委員会が発足。

日本からは服部・入沢・狩野・大河内ら7名、中国からは柯劭忞・王樹柟・梁鴻志ら11名。
- 1925年8月：下部機関として上海委員会の発足。

日本からは大河内・入沢・新城新蔵（京都帝大教授）ら9名、中国側からは10名の委員を選出。
- 1925年10月：東方文化事業総委員会の成立大会・第1回総会を北京で開催。

柯劭忞を委員長に選出。北京・上海委員会の設置（北京については結局設置されず）、北京人文科学研究所・上海自然科学研究所の設立が決定。
- 1926年7月：総委員会臨時総会で「東方文化事業総委員会章程」が決定。

中国側の要請を入れ、日本側委員・中国側委員双方での過半数による議事の決定が定められる。
- 1926年11月：東京で第2回総会。

北京人文研の当面の業務内容（予備的研究）と東方文化図書館の設立準備を決定。
- 1926年12月：上海委員会第1回総会を開催。

委員会章程、自然科学研究所の設立準備・予備研究内容を決定。
- 1927年10月：北京で臨時総会。

北京人文研・図書館の敷地購入を承認、両施設の「章程」を決定。
- 1927年10月：第3回総会（北京）。

東方文化図書館の設立を当面断念し、北京人文研の図書収集を優先することを決定。
- 1927年12月：総委員会事務所を黎元洪（元中華民国総統）の旧邸に移転。
- 1928年5月13日：済南事件に抗議して柯劭忞委員長が辞表を提出。翌14日、他の中国側委員10名も一斉に総委員会より退出。

以降、瀬川浅之進（総務委員）が事実上の事務局長となる。また、上海委員会でも中国側委員が総辞職。
- 1928年12月：外務省対支文化事業調査会が招集され、東方文化学院設立を承認。
- 1929年4月：東方文化学院が設立され事業を開始。
- 1929年12月16日：中国国民政府教育部、東方文化事業総委員会・上海委員会の中国側委員の職務を停止、将来の委員復帰も禁止する。これ以後中国と事業との公式関係は断絶。

### 日本単独運営期（1929 - 38）
- 1931年4月：上海自然科学研究所の正式開所。

所長には中国人学者を充てることができず横手千代之助（東京帝大名誉教授）を任命（1935年2月、第2代所長として新城新蔵が就任）。
- 1932年：瀬川浅之進が総務委員を辞任、橋川時雄が総務委員署理として事実上の後任事務局長となり、以後日本の敗戦まで北京に駐在。
- 1936年7月：外務省文化事業部、北京・上海に小図書館の設置準備を決定。
- 1936年9月：北京・上海に近代科学図書館の発足。
- 1936年12月：北京近代科学図書館の開館。館長代理は山室三良（外務省留学生）。
- 1937年3月：上海に近代科学図書館の開館。館長は上崎孝之助（元東京朝日新聞）。
- 1937年8月：第2次上海事変の影響により上海近代科学図書館が一時閉館。
- 1938年4月：東方文化学院、東京の（新）東方文化学院と京都の東方文化研究所に分離。

### 衰退期（1938 - ）
- 1938年12月：興亜院設置にともない東方文化事業は外務省より興亜院に移管。

これ以降、予算は国費より支出されることになり金額も大幅に削減された。
- 1942年：外務省文化事業部の廃止。11月、事業は大東亜省に移管。
- 1945年8月：日本の敗戦。北京・上海の施設・蔵書は中華民国当局に接収。
- 1948年：東方文化学院（東京）の廃止。一部は東京大学東洋文化研究所に吸収。
- 1949年4月：東方文化研究所（京都）、京都大学に移管され人文科学研究所に統合。

## 主要な事業
東方文化事業においては、東亜同文会・日華学会・在華居留民団による教育活動、同仁会による医療活動に対し資金援助が行われ、また日中の交換留学を推進して戦前・戦後の中国学を指導した研究者が多数中国に留学した。しかしその中心は中国・日本における研究機関・文化施設の設立と運営にあった。

### 北京人文科学研究所
1927年10月に発足（総委員会臨時総会・第2回総会の決定）し、柯劭忞が総裁、服部宇之吉と（中国側）王樹柟が副総裁に就任した（柯の辞任後は服部副総裁が運営の中心となった）。主な事業は乾隆帝による『四庫全書提要』を補う『続修四庫全書提要』の編纂であり、そのため四庫全書から漏れた多くの古書籍の善本を蒐集し書目を選定した。提要は主として若手の中国人スタッフ（中国側委員が総辞職したため嘱託として採用）により執筆が続けられたが、日本の敗戦までついに完成を見なかった（原稿の一部は台湾に送られ戦後刊行された）。日本の敗戦後、北京人文研の蔵書はすべて中華民国政府に接収され、現在中国科学院の所有となっている。なお人文研と同時に設立が企画されていた「東方文化図書館」は、人文研の古書籍蒐集事業に解消され実現しなかった。

### 上海自然科学研究所
1931年4月に正式開所。研究所章程では「自然科学の純粋学理」の研究を目的とし「中国にとって必要な事項」を優先することを標榜した。医学部（病理学科・生薬学科）・理学部（物理学科・化学科・生物学科・地質学科）の2部門5学科から構成された。中国側委員の辞職後も比較的日中共同の研究体制が維持され、「研究生」は中国人のみを採用した。第2代所長の新城新蔵（1935 - 38在任）の時代にはリベラルな雰囲気が保たれ、小宮義孝・柘植秀臣ら左翼運動の前歴をもつ研究者が嘱託として採用されることもあった。しかし新城が急死した後、佐藤秀三（東京帝大教授）が所長になると独裁的・官僚的運営が行われ、国策機関への転換が進められるようになり、日中共同の雰囲気は完全に失われた。この結果多くの所員が熱意を失い研究所を去っていった。日本の敗戦と同時に研究所は国民政府に接収されて中央研究所の研究機関の一部に編入、さらにその後中華人民共和国に引き継がれ、中国科学院の薬学研究所および生理学研究所によって使用された。

### 北京近代科学図書館
1936年9月に発足し、正式開館は1936年12月。当初は日本の最新の自然科学および産業に関する和書籍を広く中国市民に閲覧・公開することを目的としたが、館長代理を委嘱された外務省留学生の山室三良の意見により、自然科学を中心としつつも日本語の学習を志す市民のためにより広く日本の文化全般を紹介する図書館として運営された。1937年以降、PR誌として日中双方の学者・著名人の論説を集めた『館刊』（中国文）を刊行し、日本語講習会を開講した。しかしその後戦局の激化にともない予算が削減され、これに抗議した山室は懲罰として兵役に現地召集されたため、図書館の機能は事実上停止した。当時においては中国でも最大規模の日本語図書館であったとされる。

### （上海）日本近代科学図書館
1937年3月に正式開館。北京と同じく日本の自然科学・産業に関する図書の蒐集と閲覧公開を目的としていたが、実際には人文・社会全般の図書が集められ、特に経済都市である上海の市民的なニーズを反映して、経済・産業などのテーマが重視された。北京の図書館よりはやや小規模であり、実用的レベルの蔵書が多かったとされる。

## 関連書籍
単行書
- 阿部洋 『「対支文化事業」の研究：戦前期日中文化交流の展開と挫折』（汲古叢書） 汲古書院、2004年 ISBN 9784762925504
- 入江昭 『日中関係この百年：世界史的展望』（興梠一郎：訳） 岩波書店、1995年 ISBN 4000017128
- 佐伯修 『上海自然科学研究所：科学者たちの日中戦争』 宝島社、1995年
- 山根幸夫 『東方文化事業の歴史：昭和前期における日中文化交流』 汲古書院、2005年 ISBN 4762950416

事典項目
- 平野健一郎 「日中文化交流」（項目「中華民国」の一部） 『世界大百科事典』第9巻 平凡社